# Mazda Takeri
Mazda Takeri – koncepcyjny samochód osobowy marki Mazda zaprezentowany podczas salonu motoryzacyjnego w Tokio w 2011 roku. Auto poprzedzało seryjną wersję trzeciej generacji Mazdy 6. 

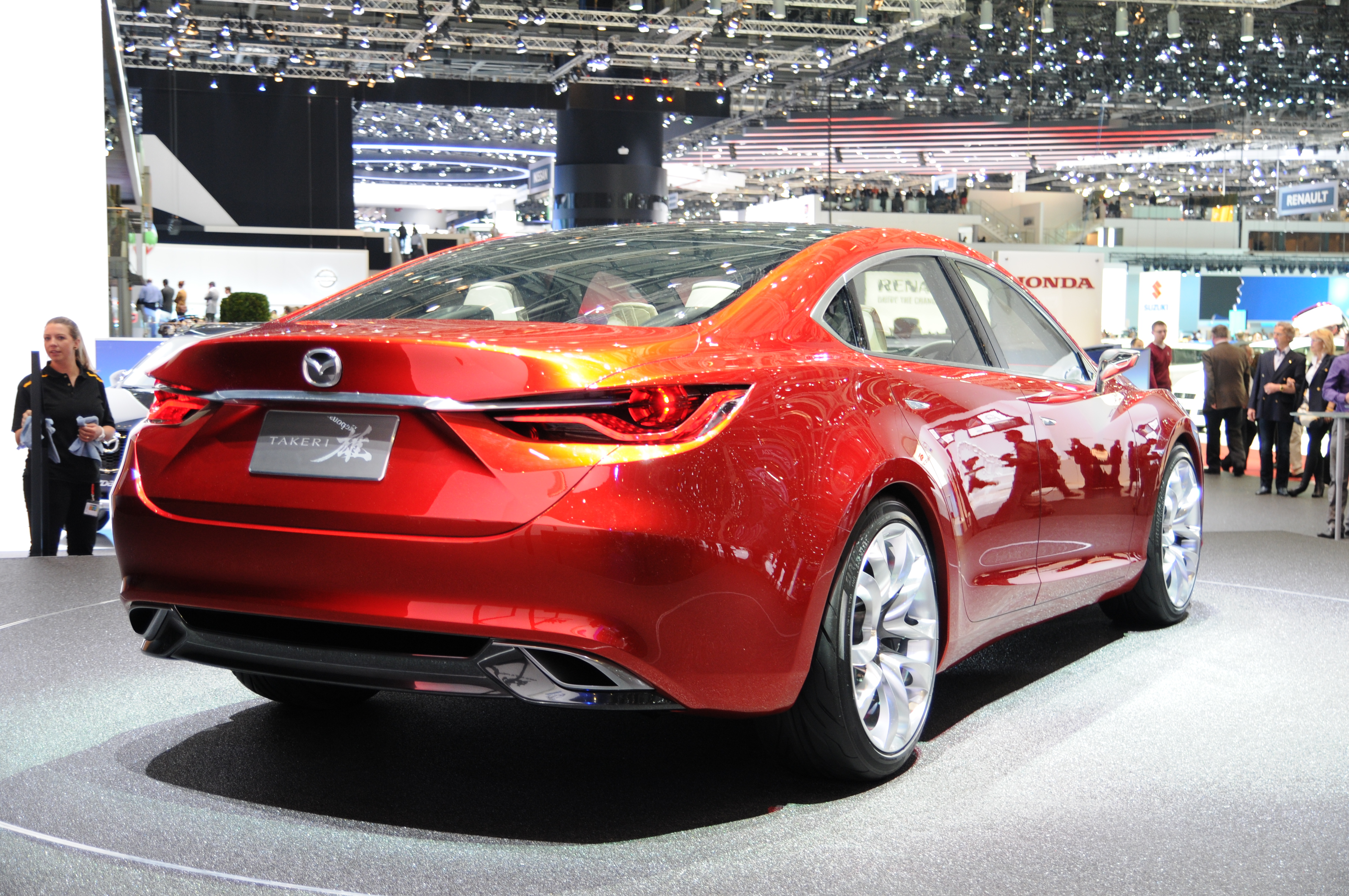
Tył konceptu

Pojazd otrzymał sylwetkę czterodrzwiowej limuzyny w stylu coupe. Auto zostało naszpikowane przed producenta najnowszymi technologiami: mocny i ekonomiczny silnikiem Diesla Skyactiv-D, nową 6-biegową automatyczną skrzynią biegów Skyactive-Drive oraz systemem i-ELOOP, czyli systemem odzyskiwania energii podczas hamowania odciążając silnik i zasilając urządzenia elektroniczne w pojeździe oraz w system Start-Stop.